# Салезианцы Дона Боско

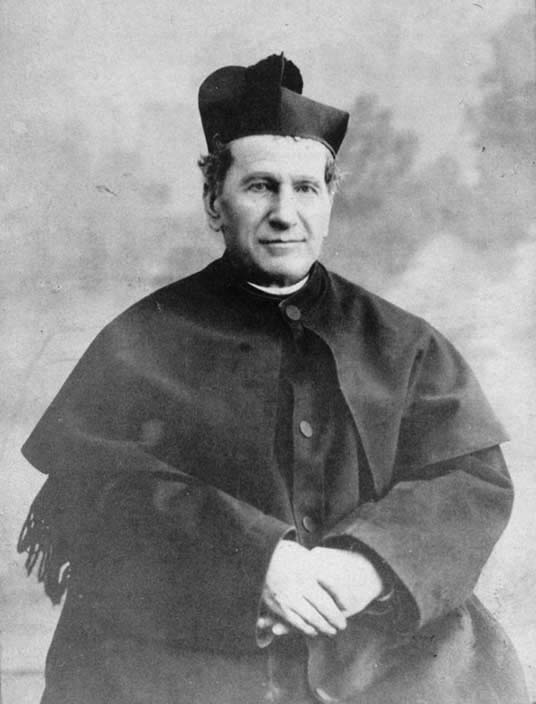
Святой Иоанн Боско, основатель конгрегации

Салезиа́нцы Дона Боско, Общество св. Франциска Сальского или Салезианцы (лат. Societas Sancti Francisci Salesii, SDB) — католическая монашеская конгрегация папского права, основанная св. Иоанном Боско 18 декабря 1859 года в Турине (Италия). Конгрегация названа в честь св. Франциска Сальского.
Покровители конгрегации — Дева Мария Помощница Христиан, святой Франциск Сальский (чьим именем Дон Боско назвал эту конгрегацию и Салезианскую семью, и чью духовность воспринял), св. Иоанн Боско.

## История
Святой Иоанн Боско занимался бедными детьми и юношами, предоставляя им кров над головой и образование, проводя катехизацию и готовя ко взрослой жизни. Он стал первым человеком, который ввёл понятие и употребление «договора о найме с несовершеннолетним», защищая права детей в трудную эпоху.
- 18 декабря 1859 года: Иоанн Боско основал группу, которую назвал «Благочестивое Общество святого Франциска Сальского». В группу входили 17 человек, из которых 15 клириков, один священник и один студент.

- 2 февраля 1863 года: основана первая обитель вне Турина, в Мирабелло.
- 1 марта 1869 года: получено одобрение Общества Святым Престолом.
- 3 апреля 1874 года: одобрен Устав.
- 9 ноября 1875 года: основана первая обитель вне Италии, во Франции.
- Август 1877 года: начал выходить «Салезианский Бюллетень».
- 11 ноября 1877 года: опубликована первая брошюра Иоанна Боско об Упредительной системе.

После смерти Дона Боско (31 января 1888) в 57 обителях, объединённых в 6 областей, салезианцев было 773 человека, новициев 276. Они жили в пяти странах Европы и в пяти американских странах.

## Настоящее время
По данным на 31 декабря 2020 года в конгрегации насчитывалось 14 114 человек, из них:
- Священников — 9 509 человек
- Постоянных дьяконов — 24 человека
- Коадъюторов — 1 488 человек
- Семинаристов — 2 680 человек
- Новициев — 443 человека

Также епископов и прелатов — 118 человек, обителей (центров) — 1876.
Салезианцы работают в 136 странах на 5 континентах, основная обитель — Вальдокко (Турин), с Пасхи 1946 года Генеральная обитель находится в Риме. В России салезианцы служат в Москве (в том числе, в Кафедральном соборе Непорочного зачатия Пресвятой Девы Марии), Гатчине (Церковь Пресвятой Девы Марии Кармельской), Ростове-на-Дону (Церковь Тайной Вечери), Новочеркасске, Сочи, Якутске и Алдане.

## Миссия
В статье 6 Устава обозначены следующие области салезианской миссии:

Верные тем обязанностям, которые завещал Дон Боско, мы несём Благую Весть молодёжи и, прежде всего, её малоимущей части; мы окружаем особенной заботой апостольские призвания; мы воспитываем веру в простонародной среде, в частности, с помощью средств общественной информации; мы также возвещаем Благую Весть народам, не знающим о ней

Миссия салезианцев развивается по трём основным направлениям:
- Молодёжная миссия — через воспитательную и образовательную работу среди подростков, особенно бедных и заброшенных;
- Народная миссия — через пастырскую деятельность среди простонародья;
- Миссионерская деятельность — возвещение Евангелия в тех странах, где ещё не знают Христа.

## Воспитательно-пастырский метод
Основан на трактате об Упредительной Системе, написанном доном Боско в марте 1877 года. Он пожелал назвать свои центры «обителями», имея в виду, что их одушевляет «семейный дух».

## Салезианцы и Салезианская семья
В Уставе Салезианцев Дона Боско сказано:

От Дона Боско берёт своё начало широкое движение людей, которые различным образом трудятся на благо спасения молодёжи.

Иоанн Боско сам основал, кроме Общества св. Франциска Сальского, Конгрегацию Дочерей Марии Помощницы Христиан и Ассоциацию Салезианских сотрудников.
Вместе с этими группами, так же как и с другими, Салезианцы Дона Боско образуют Салезианскую семью, в которой каждая группа (в том числе — простых мирян) служит общему благу спасения детей и молодёжи в духе основателя Иоанна Боско.
Салезианцы Дона Боско являются основной конгрегацией Салезианской семьи, а генеральный настоятель Салезианцев признаётся непосредственным наследником Дона Боско во всех группах Салезианской семьи.
В правилах SDB указано, каким конкретным служением занимаются Салезианцы в Салезианской семье:
1. осуществляют духовную помощь;
2. инициируют встречи;
3. содействуют воспитательному и пастырскому сотрудничеству;
4. вместе заботятся о призваниях.

Был учреждён специальный дикастер, который занимается выполнением перечисленных дел.

## Организация
В SDB входят клирики и миряне (коадъюторы). В каждой группе существует настоятель (директор), который руководит общиной вместе с собственным советом. Несколько групп (общин), расположенных на одной территории, образуют область. Ею руководит областной настоятель (инспектор), которому помогает его совет. Совокупность областей образует Конгрегацию, во главе которой находится Генеральный Настоятель вместе с Генеральным Советом.
Вступление в SDB происходит после испытательного срока, знакомства и года новициата.
Генеральный Капитул салезианцев собирается обычно один раз в шесть лет. На Капитул приглашаются все представители SDB, представители Салезианской семьи, журналисты и эксперты, представители групп, желающих вступить в Салезианскую семью.
29-й Генеральный Капитул 25 марта 2025 года выбрал о. Фабио Аттарда XI преемником св. о. Иоанна Боско.

## Преемники Дона Боско

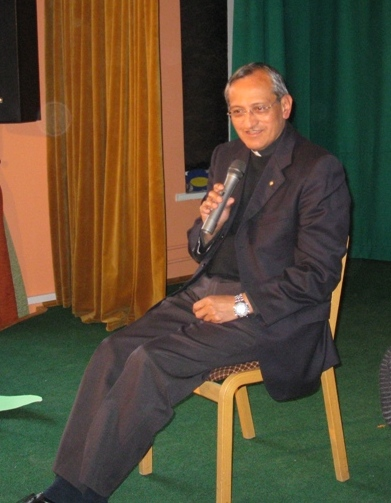
Дон Паскуаль Чавес Виллануева

- Блаженный о. Микеле Руа (1888—1910)
- о. Паоло Альбера (1910—1921)
- Блаженный о. Филипп Ринальди (1922—1931)
- о. Пьетро Рикальдоне (1932—1951)
- о. Ренато Дзиджотти (1952—1965)
- о. Луиджи Риччери (1965—1977)
- о. Эджидио Вигано (1977—1996)
- о. Хуан Эдмундо Векки (1996—2002)
- о. Паскуаль Чавес Виллануева (2002—2014)
- кардинал Анхель Фернандес Артиме (2014—2025)
- о. Фабио Аттард (с 2025)